# 新続古今和歌集
『新続古今和歌集』（しんしょくこきんわかしゅう）は、室町時代の勅撰和歌集。二十一代集の最後にあたる。

## 概要
室町幕府第6代将軍足利義教の執奏により、後花園天皇の勅宣によって、権中納言飛鳥井雅世（初名雅清）が撰進、和歌所開闔として堯孝が編纂に助力した。永享5年（1433年）8月25日下命、同10年（1438年）8月23日四季部奏覧、翌11年（1439年）6月27日成立。真字序・仮名序は一条兼良の筆である。撰進のために『永享百首』が作られ、宝治（後嵯峨院）・弘安（亀山院）・嘉元（後宇多院）・文保（同）・貞和（尊円法親王）度の百首歌も選考資料となる。
歌数は2144首、部立は春（上下）・夏・秋上下・冬・賀・釈教・離別・羈旅・恋（1-5）・哀傷・雑（上中下）・神祇から成る。雑下に長歌・折句・物名・俳諧歌を含み、撰歌範囲は『万葉集』から当代まで及ぶ。二十巻勅撰集の伝統的な構成を持ち、『続古今和歌集』の部立から、神祇と賀歌を入れ替え、千載集に倣い神祇を末に置いた他に相違はない。
入集した主要歌人は、飛鳥井雅縁（29首）・藤原良経（28首）・後小松院（26首）・藤原俊成（22首）・藤原定家（19首）・頓阿（19首）・後鳥羽院（18首）・足利義教（18首）・飛鳥井雅世（18首）・二条為定（14首）・飛鳥井雅有（14首）・順徳院（13首）・慶運（13首）などである。飛鳥井雅世が撰者となった関係から飛鳥井家の人々が多数を占め、二条家や頓阿流も厚遇された。一方で、飛鳥井家と対立した冷泉家の人々は冷遇された（冷泉為尹が6首、冷泉為秀が6首、阿仏尼が5首、了俊が1首など）。皇族や公家、上級武士の歌も幅広く入集している。
歌風は、幽玄・枯淡を基調とする二条派の歌風を踏襲する。『新古今和歌集』時代と二条家流の歌人が多いが、和歌史上の鮮明な特徴は無く、当時の権力者への妥協の産物とされる。さらに、南朝の『新葉和歌集』から、花山院師兼（1首）・宗良親王（3首）などの数首を「詠人不知」として収録している点が注目される。
その後、寛正6年（1465年）に飛鳥井雅親が撰者に選ばれ、新たな勅撰集の計画が進んだが、応仁の乱によって中断し、以後勅撰集は編まれなかった。

## 校注
- 『新続古今和歌集 和歌文学大系12』明治書院 2001。村尾誠一校注